# Самеба (Самцхе-Джавахети)
Самеба (груз. სამება) — село в общине Гореловка Ниноцминдского муниципалитета края Самцхе-Джавахети Грузии.

## История
Село основано в 1842 году представителями русской христианской секты духоборов. Духоборы были выходцами из села Троицкое Таврической губернии, по названию малой родины новое село также получило название Троицкое. Недалеко от села располагался хутор на котором проживала предводительница духоборов Лукерья Калмыкова.
В 1935 году село было переименовано в Калинино.
В советские годы в селе располагался передовой колхоз, который специализировался на выпуске сыра.
В 1991 году, селу было возвращено историческое название, но на грузинском языке — Самеба (с груз. სამება — Троица).

## Население
По переписи 2014 года в селе проживает 66 человек.
| Год переписи | Население | Мужчины | женщины |
| ------------ | --------- | ------- | ------- |
| 2002         | 82        | 32      | 50      |
| 2014         | ▼66       | 31      | 35      |

По данным переписи 2014 года в селе проживало 66 человек, из которых армяне составляли 51 % населения, грузины — 39 % и русские — 10 %.